# Derrick Williams (labdarúgó)
Derrick Williams (Hamburg, 1993. január 17. –) ír válogatott labdarúgó, az amerikai Atlanta United hátvéde.

## Pályafutása

### Klubcsapatokban
Williams a németországi Hamburg városában született. Az ifjúsági pályafutását az angol Tramore csapatában kezdte, majd az Aston Villa akadémiájánál folytatta.
2012-ben mutatkozott be az Aston Villa első osztályban szereplő felnőtt keretében. 2013-ban a Bristol City, míg 2016-ban a Blackburn Rovers szerződtette. 2021-ben az észak-amerikai első osztályban érdekelt LA Galaxy csapatához igazolt. 2021. május 3-án, a Seattle Sounders ellen 3–0-ra elvesztett mérkőzésen lépett pályára. 2022. november 10-én egyéves szerződést kötött a DC United együttesével. 2023 decemberében az Atlanta Unitedhez igazolt.

### A válogatottban
Williams az U19-es és az U21-es korosztályú válogatottakban is képviselte Írországot.
2018-ban debütált a felnőtt válogatottban. Először a 2018. május 28-ai, Franciaország ellen 2–0-ra elvesztett mérkőzésen lépett pályára. Első válogatott gólját 2019. november 14-én, Új-Zéland ellen 3–1-es győzelemmel zárult barátságos mérkőzésen szerezte meg.

## Statisztikák
2022. október 21. szerint
| Klub             | Szezon   | Osztály        | Bajnokság | Bajnokság | Kupa  | Kupa | Nemzetközi | Nemzetközi | Összesen | Összesen |
| Klub             | Szezon   | Osztály        | Meccs     | Gól       | Meccs | Gól  | Meccs      | Gól        | Meccs    | Gól      |
| ---------------- | -------- | -------------- | --------- | --------- | ----- | ---- | ---------- | ---------- | -------- | -------- |
| Aston Villa      | 2012–13  | Premier League | 1         | 0         | 0     | 0    | —          | —          | 1        | 0        |
| Bristol City     | 2013–14  | League One     | 43        | 1         | 1     | 0    | —          | —          | 44       | 1        |
| Bristol City     | 2014–15  | League One     | 44        | 2         | 6     | 1    | —          | —          | 50       | 3        |
| Bristol City     | 2015–16  | Championship   | 24        | 1         | 1     | 0    | —          | —          | 25       | 1        |
| Bristol City     | 2016–17  | Championship   | 0         | 0         | 2     | 0    | —          | —          | 2        | 0        |
| Bristol City     | Összesen | Összesen       | 111       | 4         | 10    | 1    | 0          | 0          | 121      | 5        |
| Blackburn Rovers | 2016–17  | Championship   | 39        | 1         | 3     | 0    | —          | —          | 42       | 1        |
| Blackburn Rovers | 2017–18  | League One     | 45        | 1         | 6     | 0    | —          | —          | 51       | 1        |
| Blackburn Rovers | 2018–19  | Championship   | 27        | 0         | 2     | 0    | —          | —          | 29       | 0        |
| Blackburn Rovers | 2019–20  | Championship   | 17        | 3         | 2     | 0    | —          | —          | 19       | 3        |
| Blackburn Rovers | 2020–21  | Championship   | 10        | 1         | 1     | 0    | —          | —          | 11       | 1        |
| Blackburn Rovers | Összesen | Összesen       | 138       | 6         | 14    | 0    | 0          | 0          | 152      | 6        |
| LA Galaxy        | 2021     | MLS            | 21        | 0         | 0     | 0    | —          | —          | 21       | 0        |
| LA Galaxy        | 2022     | MLS            | 28        | 0         | 2     | 0    | 1          | 0          | 31       | 0        |
| LA Galaxy        | Összesen | Összesen       | 49        | 0         | 2     | 0    | 1          | 0          | 52       | 0        |
| Összesen         | Összesen | Összesen       | 299       | 10        | 26    | 1    | 1          | 0          | 326      | 11       |

### A válogatottban
| Válogatott | Év       | Pályára lépés | Gól |
| ---------- | -------- | ------------- | --- |
| Írország   | 2018     | 1             | 0   |
| Írország   | 2019     | 2             | 1   |
| Összesen   | Összesen | 3             | 1   |

#### Góljai a válogatottban
| # | Időpont            | Helyszín                        | Ellenfél  | Gólok | Eredmény | Kiírás              |
| - | ------------------ | ------------------------------- | --------- | ----- | -------- | ------------------- |
| 1 | 2019. november 14. | Aviva Stadion, Dublin, Írország | Új-Zéland | 1–1   | 3–1      | Barátságos mérkőzés |